# Giscala
Giscala là một chi bướm đêm thuộc họ Erebidae.